# Jan Bogaertsbrug
De Jan Bogaertsbrug bestaat uit twee basculebruggen naast elkaar over het Zeekanaal Brussel-Schelde in Kapelle-op-den-Bos. De noordelijke brug is voor het wegverkeer, over de zuidelijke brug loopt de dubbelsporige spoorlijn 53 (Schellebelle - Leuven). Beide bruggen zijn even groot: 14,85 m breed en 63,4 m lang. De wegbrug werd gebouwd in 1979 en de spoorbrug in 1981.

## Geschiedenis
Vroeger stond er voor het wegverkeer, noordelijk van de huidige brug, ter hoogte van de Mechelseweg, een industriële hefbrug, van hetzelfde type als de Budabrug in Neder-Over-Heembeek en de Vredesbrug in Willebroek. In de spoorlijn lag er een draaibrug van hetzelfde type als de IJzerenbrug in Willebroek.
De Jan Bogaertsbrug en het wegdek werden in 2011 vernieuwd.
De Jan Bogaertsspoorbrug werd in juli 2020 vernieuwd.

## Meer foto's

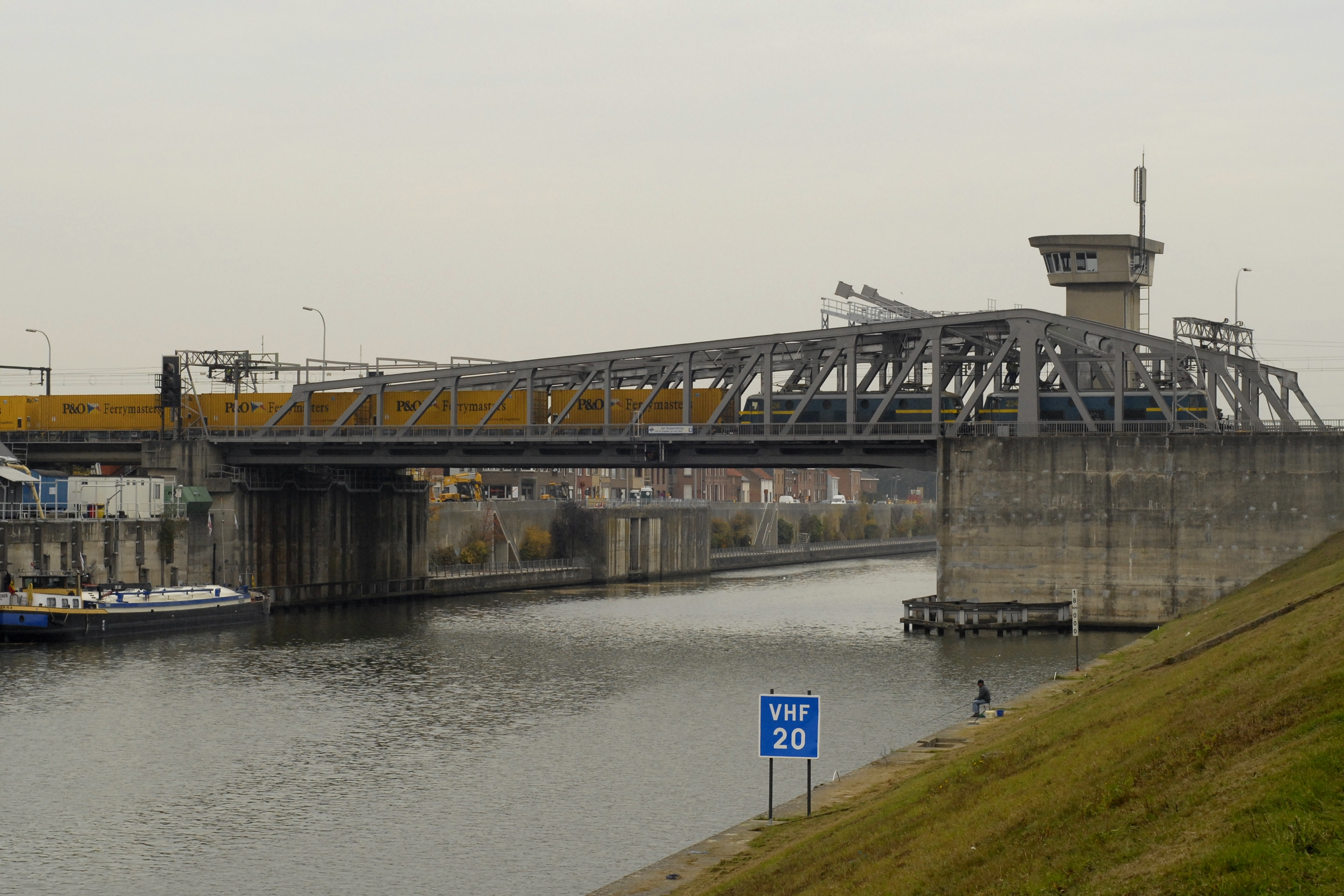
Gezien vanuit het zuiden, met een trein op de brug.
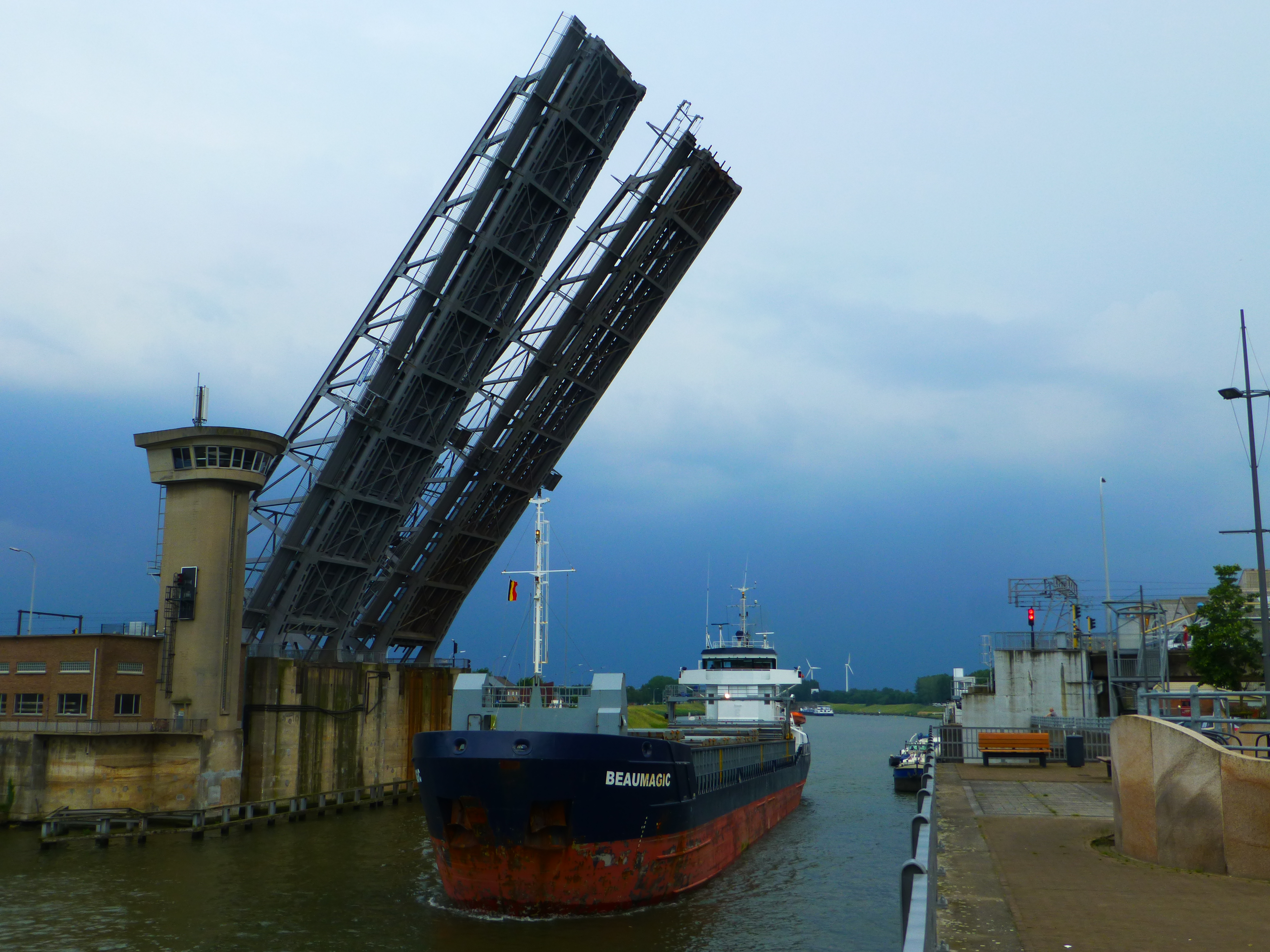
Gezien vanuit het noorden, geopend voor een zeeschip, 2016.
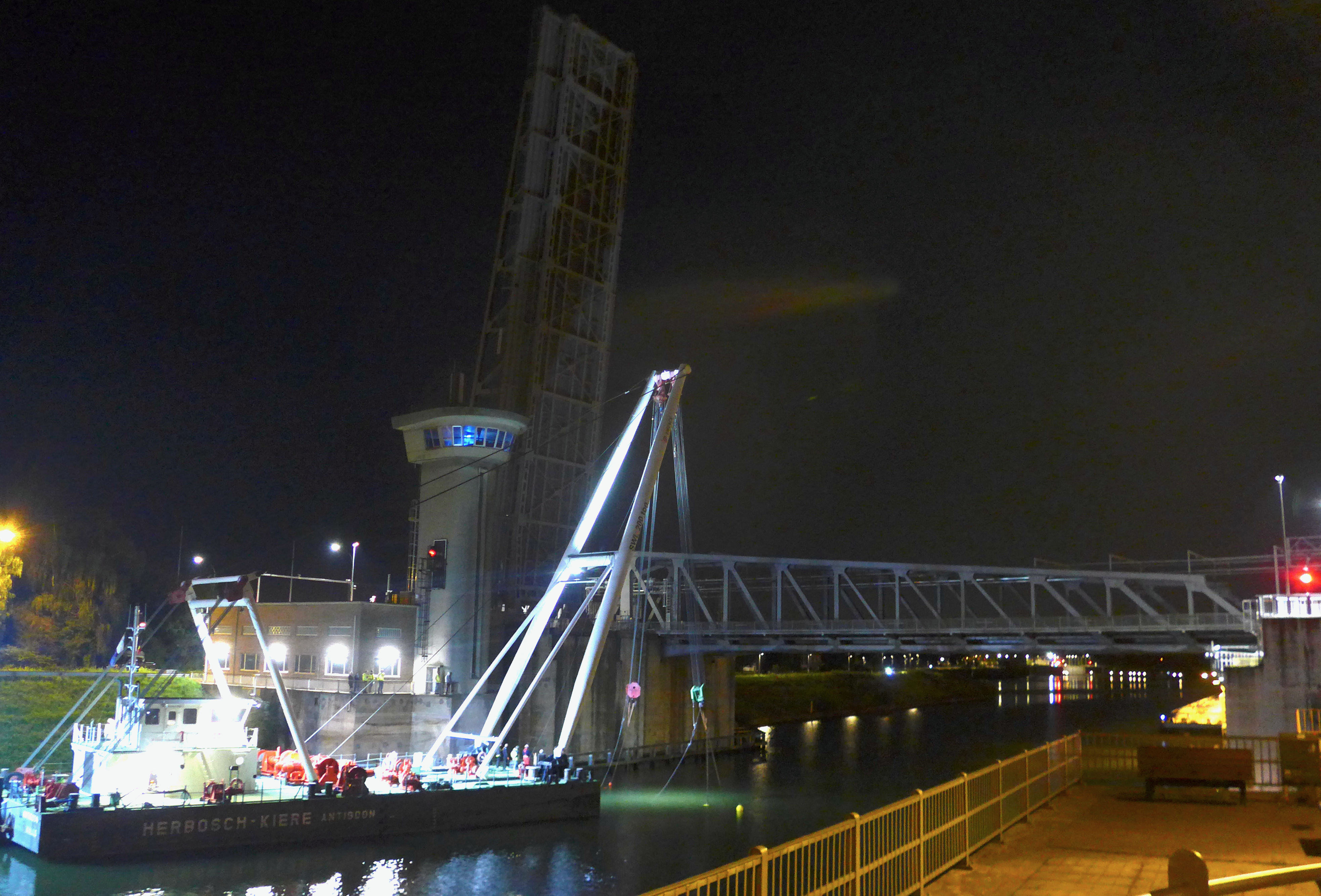
Bergingswerken aan de Jan Bogaertsbrug
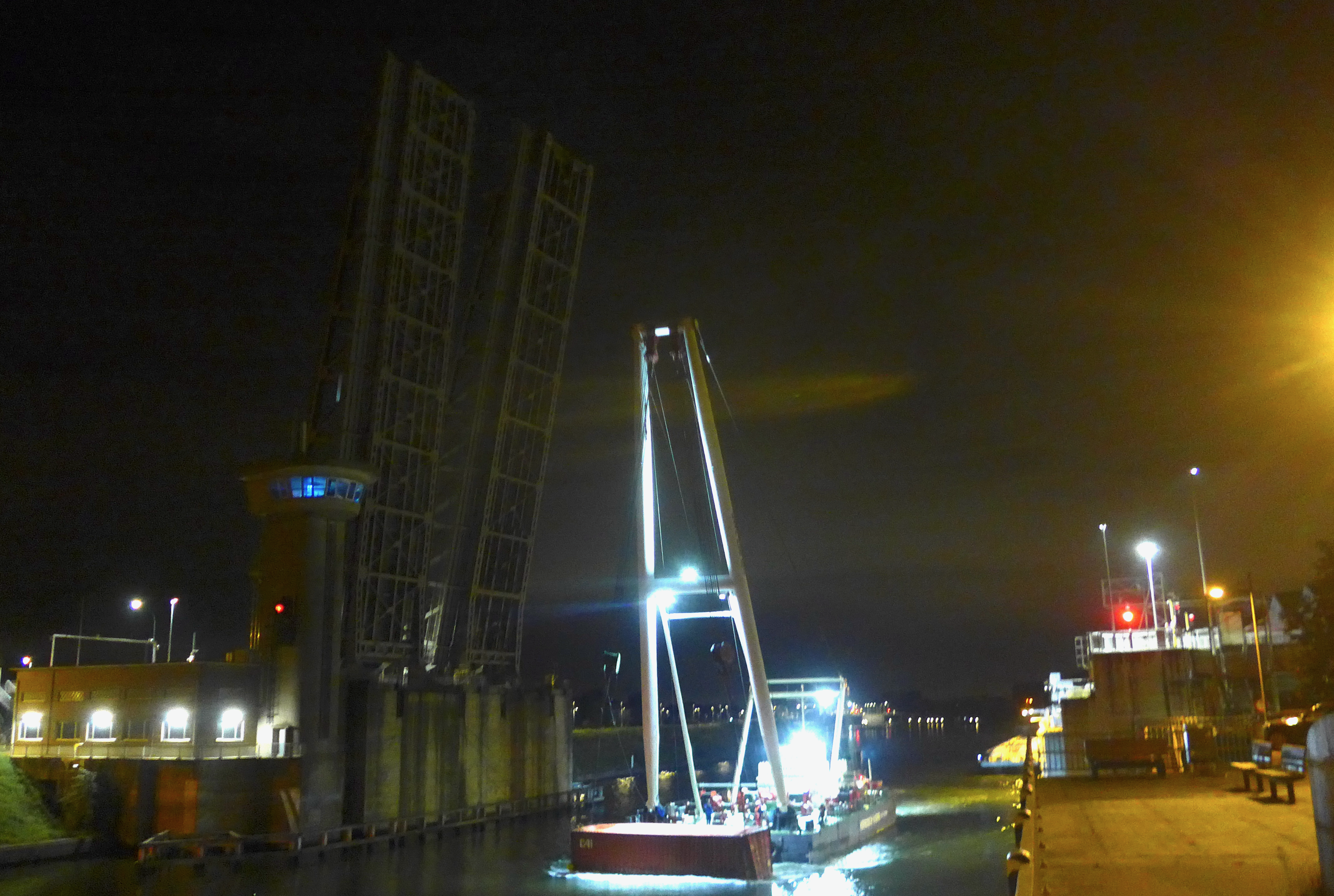
Gezien vanuit het noorden, geopend voor een kraanbok, 2023.